# Jikke Jager

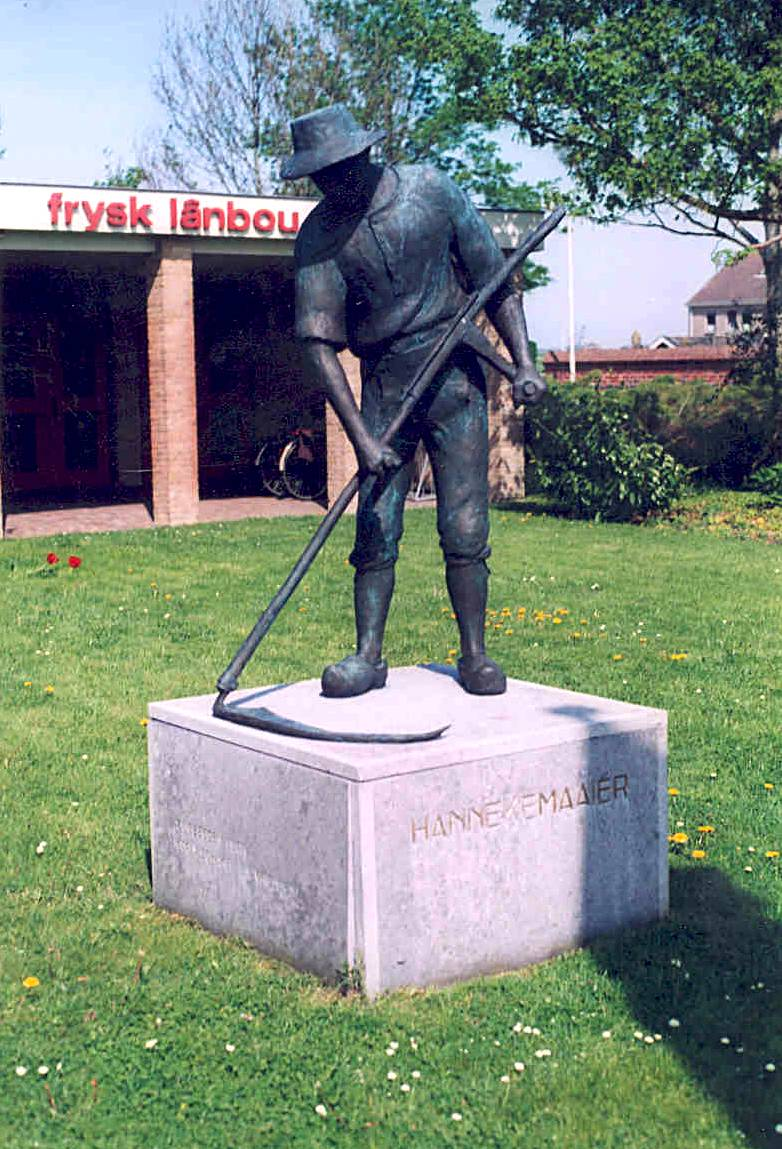
Hannekemaaier (1987)

Jitske Janny (Jikke) Jager (Halfweg, 1951) is een Nederlands beeldhouwer en medailleur.

## Leven en werk
Jager werd opgeleid aan de Academie Minerva in de stad Groningen (1970-1975). Ze maakt figuratieve mens- en dierfiguren in brons. Naast haar groter werk maakt ze kleinplastiek, penningen en plaquettes. Ze signeert haar werk met JJJ. Jager is aangesloten bij de kunstenaarsgroep Via Firenze.

## Enkele werken
- Hannekemaaier (1987), bij Aldfaers Erf in Allingawier. In 1987 werd het gipsen ontwerp door commissaris van de koningin Hans Wiegel onthuld bij het Frysk Lânbou Museum in Exmorra, in 1990 werd het bronzen beeld geplaatst. Bij de verhuizing van het Lânbou Museum naar Goutum is het beeld naar Aldaers Erf verplaatst.[4]
- Het Meisje In Badpak (1995) bij Zwemkasteel Nienoord
- legpenning (1996) ter gelegenheid van de restauratie van de Walfriduskerk in Bedum
- De Levensboom (1998) in Oostwold
- buste van Vincent van Gogh (2003) bij het Van Gogh Huis in Veenoord
- Ik vergeet u nooit (2004), monument voor doodgeboren kinderen op het R.K. Kerkhof in Groningen
- Van Panhuys Monument of De verdronkenen van Nienoord (2007), Groningen. Het monument herinnert aan een ongeluk waarbij jhr.Van Panhuys, een aantal familieleden en de huisknecht met een rijtuig te water raakten en overleden.
- guldenmarken (2008) als betaalmiddel voor EuroStaete[5]
- Tolberter erepenning (2013)

## Galerij

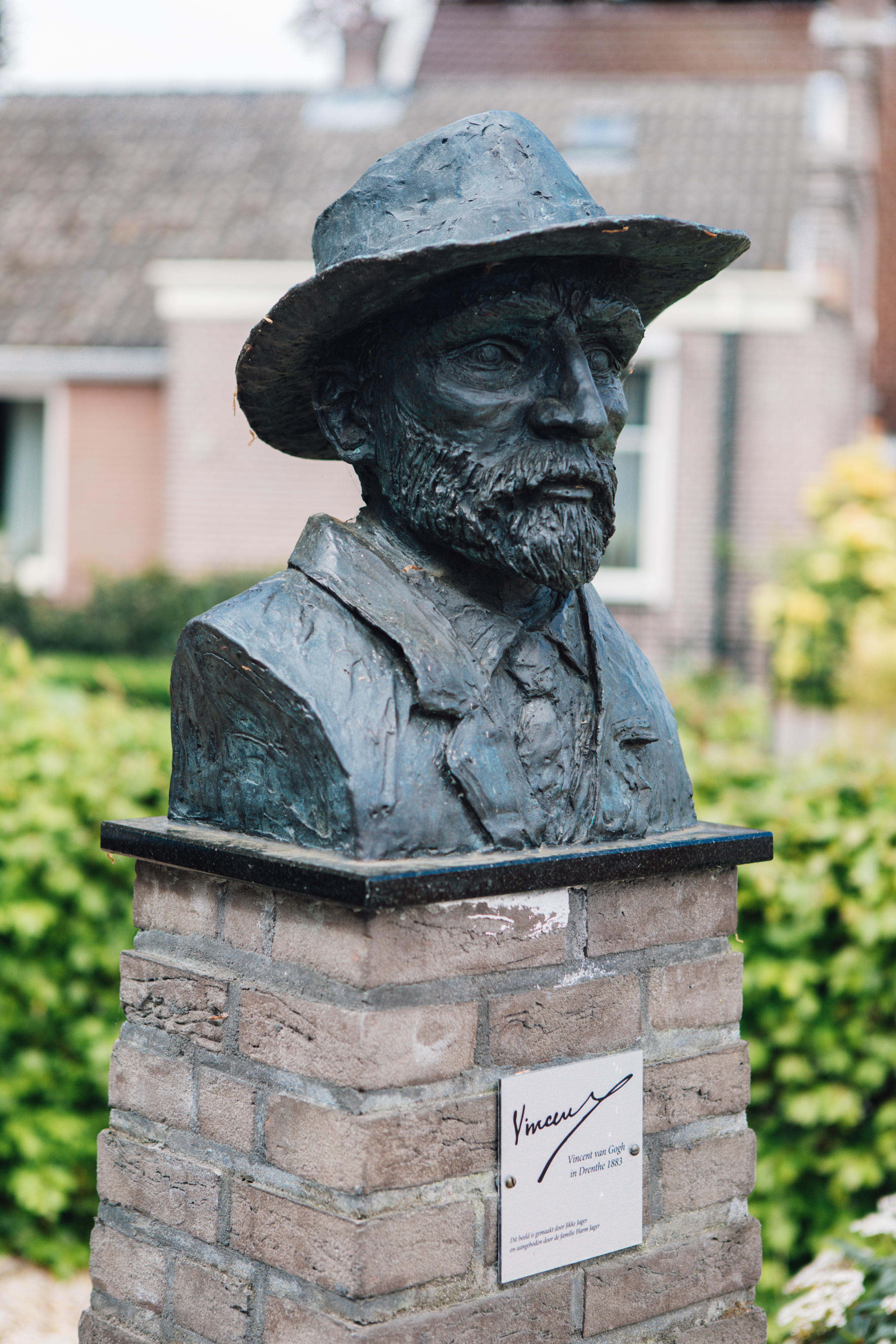
Van Gogh (2003)
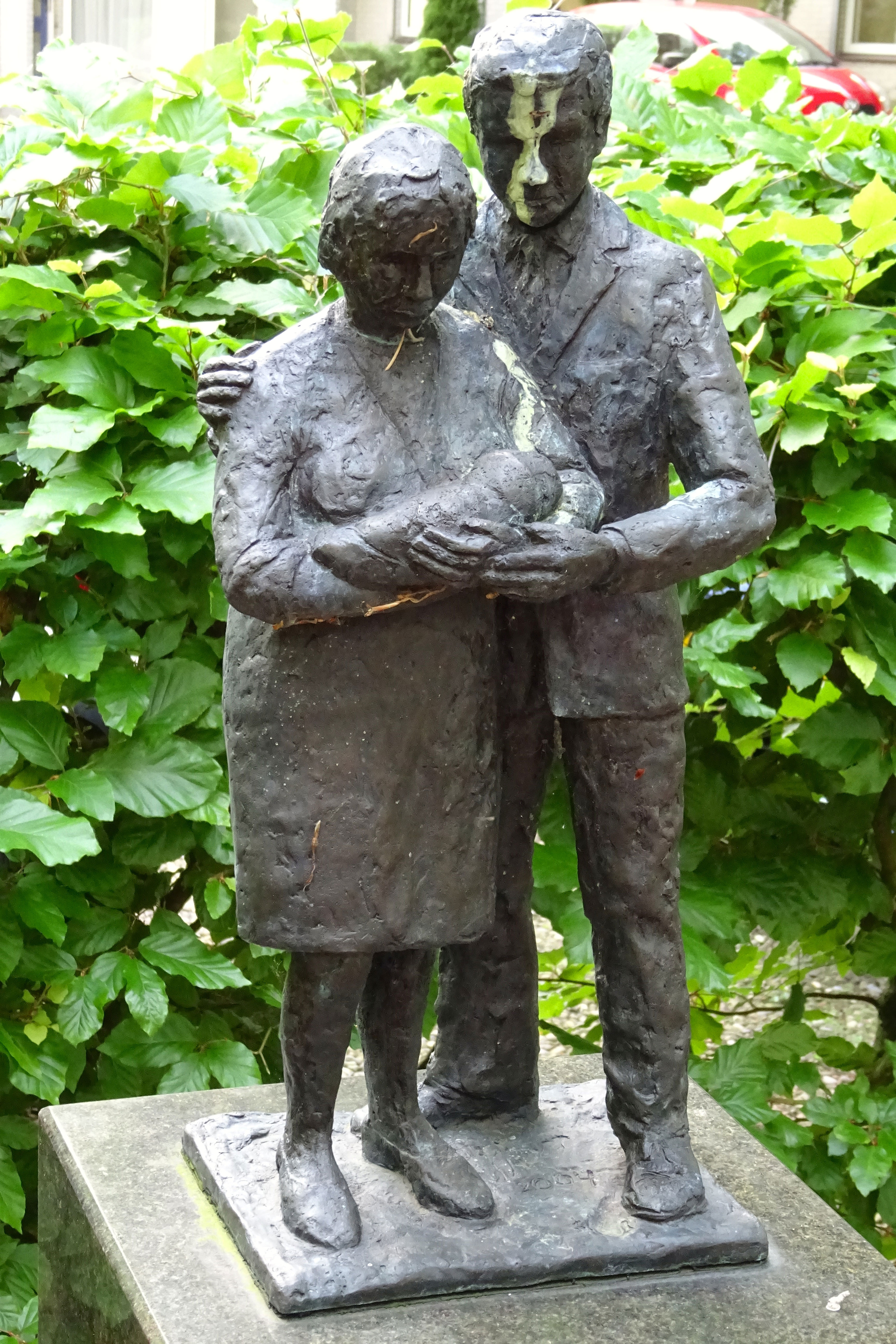
Monument voor doodgeboren kinderen (2004)
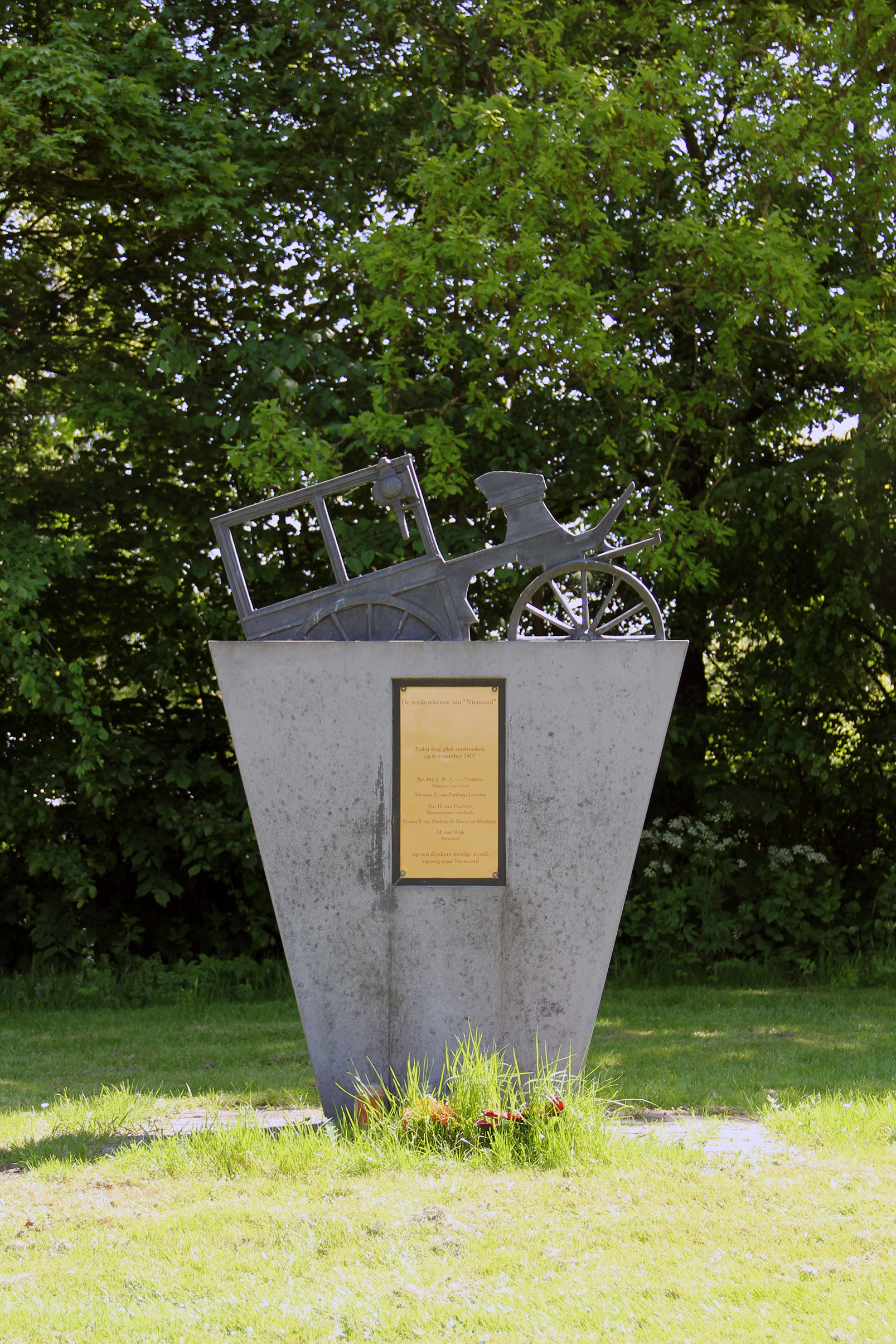
De verdronkenen van Nienoord (2007)